# Carl Anton von Meyer
Pour les articles homonymes, voir Meyer.
Carl Anton von Meyer (russifié en Carl Antonovitch von Meyer; Карл Анто́нович фон Ме́йер), né le 1er avril 1795 à Vitebsk et mort le 24 février 1855 à Saint-Pétersbourg, est un explorateur et un botaniste allemand sujet de l'Empire russe.

## Biographie
Meyer étudie l'histoire naturelle à l'université allemande de Dorpat auprès de Karl Friedrich von Ledebour.
Il conduit plusieurs expéditions notamment de 1826 à 1827 dans l’Altaï et en Dzoungarie aux côtés de Karl Friedrich von Ledebour (1785-1851) et d'Alexander von Bunge (1803-1890). Cette expédition est préparée localement par Friedrich August von Gebler. L'expédition de 1829 dans le Caucase est dirigée par le général Emmanuel, qui commande plus de six cents soldats, et se fait avec Heinrich Lenz, Adolph Theodor Kupffer et le zoologiste français Édouard Ménétries, conservateur du département d'entomologie au musée zoologique de Saint-Pétersbourg. Elle a pour but le mont Elbrouz.
Il est le directeur du jardin botanique de Saint-Pétersbourg de 1850 à 1855.

## Publications
- (de) Verzeichniß der Pflanzen, welche während der, auf allerhöchsten Befehl, in den Jahren 1829 und 1830 unternommenen Reise im Caucasus und den Provinzen am westlichen Ufer des Caspischen Meeres gefunden und eingesammelt worden sind, Imprimerie de l'Académie impériale des sciences, Saint-Pétersbourg, 1831
- (de) Verzeichniß der im Jahre 1838 am Saisang-Nor und am Irtysch gesammelten Pflanzen (en collaboration avec August Gustav Heinrich von Bongard), 1841
- (la) Enumeratio plantarum novarum a cl. Schrenk lectarum (en collaboration avec Friedrich Ernst Ludwig von Fischer), 1841-1842
- (la) Florula provinciae Tambov, 1844
- (de) Versuch einer Monographie der Gattung Ephedra, 1846
- (la) Sertum petropolitanum (en collaboration avec Friedrich Ernst Ludwig von Fischer; achevé en 1869 par Eduard von Regel), 1846-1852
- (la) Florula ochotensis phaenogama (en collaboration avec Ernst Rudolf von Trautvetter), in: Reise in den äußersten Norden und Osten Sibiriens, 1847
- (la) Florula provinciae Wiatka, 1848

## Hommages
Plusieurs plantes ont été nommées d'après lui, dont:
- Crataegus meyeri Pojark.